# Республіка Лакота

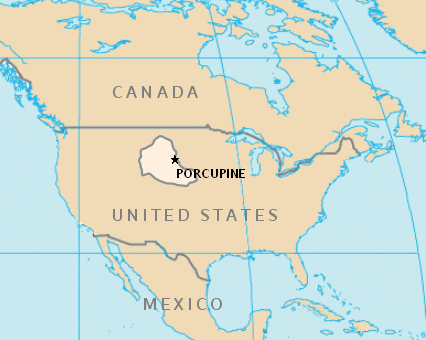

Республіка Лакота — віртуальна держава, яка була проголошена групою індіанських активістів на чолі з Расселом Мінсом. Від імені Республіки Лакота були висунуті претензії на частину території США, яка вважається батьківщиною племен лакота, у тому числі — частини штатів Північна Дакота, Південна Дакота, Небраска, Вайомінг і Монтана.
Найбільшу популярність одержала через свою безумовну антиамериканську спрямованість.

## Історія проголошення
Республіку Лакота проголосили 17 грудня 2007 року індіанський активіст Рассел Мінс і декілька його прихильників. Під час проголошення було оголошено про розірвання договорів між народом Лакота і федеральним урядом США, і направлено повідомлення про це до Державного департаменту США. У період з 17 по 19 грудня Делегація Свободи Лакоти звернулася з проханням про визнання незалежності в посольства деяких країн: Чилі, Болівії, Венесуели та Південно-Африканської Республіки. Також було заявлено про відмову від громадянства США і повне звільнення від податків всіх, хто визнає себе громадянином Республіки Лакота. Слід зазначити, що рівень життя в резервації лакота — найнижчий в США та один з найнижчих у світі, що виражається також у високому рівні дитячої смертності (в 5 разів перевищує середньоамериканську, при цьому помирає кожне четверте немовля), найбільшому відсотку підліткових самогубств, масовому алкоголізмі. Через погані умови життя, в резерваціях дуже висока захворюваність на туберкульоз, поліомієліт, гіпертонію, діабет. Біля уранових рудників висока захворюваність на рак.
Ні Рассел Мінс, ні його прихильники на момент своєї заяви не були членами органів самоврядування племен Лакота і формально не мали права робити заяви від імені племені. Це особливо підкреслили вожді племені, які зробили заяву 7 січня 2008 року про непорушності договорів з США, які, за їхніми словами, «захищають наші решту земель, нашу воду, наші ресурси, наші права і нашу незалежність».

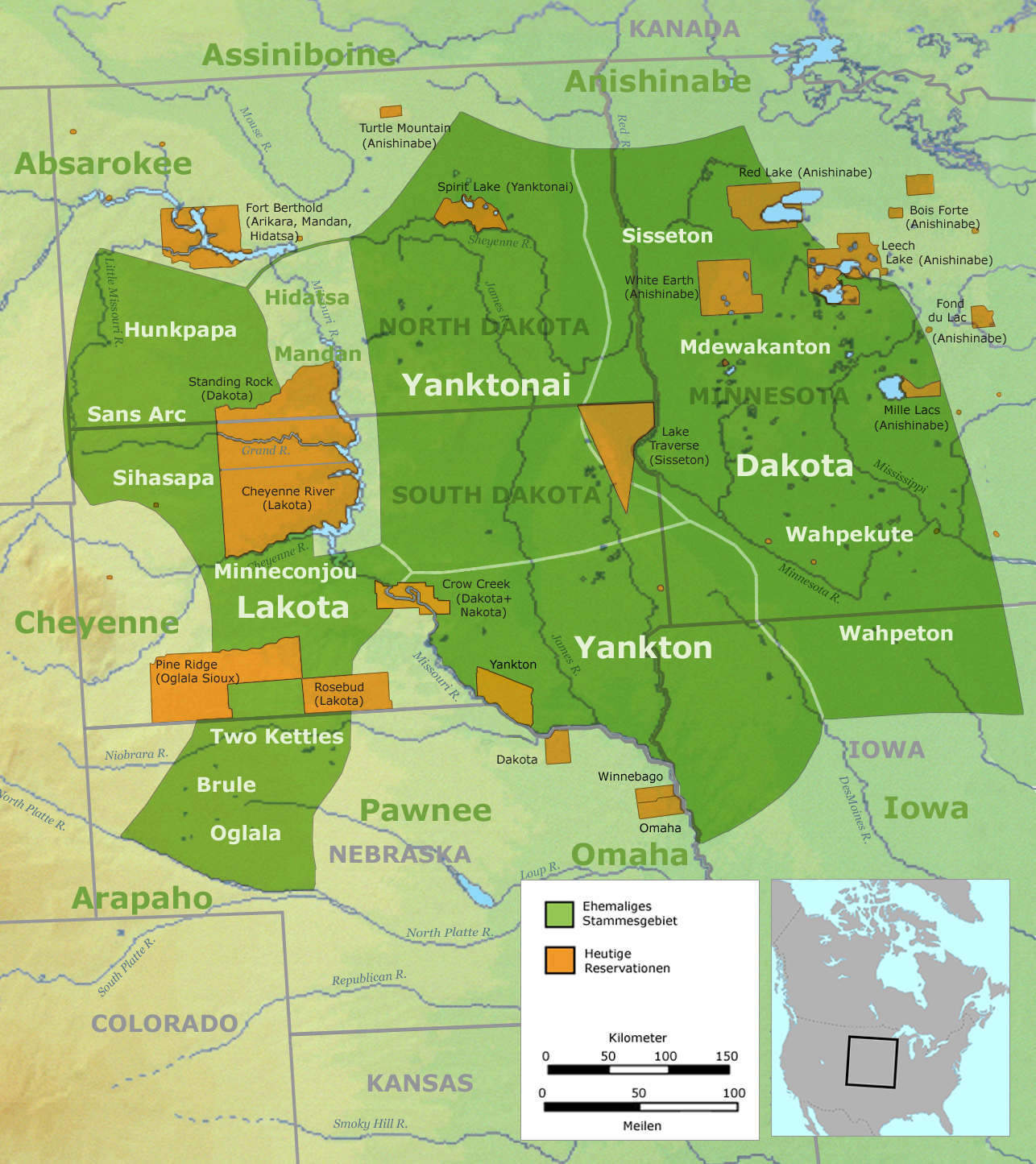
Традиційні території сіу (темно-зелений) і існуючі резервації (жовтогарячий)

## Мотиви активістів
Основним мотивом своїх дій активісти назвали низький рівень життя: «дитяча смертність в окрузі Лакота в п'ять разів вище, ніж в середньому по США, 97 % населення живуть за межею бідності, 85 % — безробітні, середня тривалість життя індіанців лакота складає всього 44 роки (це один з найнижчих показників у світі». Договори між федеральним урядом США і предками сучасних лакота, ув'язнені півтора століття тому, були названі «нікчемними словами на нікчемному папері», оскільки США їх «неодноразово порушували, щоб вкрасти нашу культуру, нашу землю і можливість зберегти наш спосіб життя».

## Рассел Мінс
Рассел Мінс відомий, через участь у багатьох політичних акціях, зокрема — збройне повстання і захоплення селища Вундед-Ні в 1973 р. А також тим, що в 1985 році створив з індіанців різних племен США власний озброєний загін для захисту «гноблених сандиністами» індіанців міскіто в Нікарагуа, відправився в Центральну Америку, перетнув Нікарагуанський кордон і вступив в бій з прикордонниками. Загін Мінса практично відразу потрапив в оточення і був роззброєний, полонених «контрас» Мінса разом з ним самим вислали з країни. За цю «екстремістську витівку» його в черговий раз виключили з Руху американських індіанців. На своїй батьківщині Мінс неодноразово піддавався арештам і судовим переслідуванням, пережив кілька замахів на своє життя.
Кілька разів висував свою кандидатуру на виборах в племінні органи влади, але кожен раз недобирав необхідної кількості голосів, оскільки багато виборців вважали, що зайвий радикалізм Мінса може лише призвести до втрати урядових виплат і компенсацій за колись відібрані в індіанців землі. Згодом Мінс намагався піти з арени політичної боротьби та навіть знявся в декількох фільмах в жанрі вестерн, про підкорення білими Дикого Заходу, в яких автори співчутливо ставляться до боротьби індіанців за свободу. Найбільшу славу Мінс як акторові принесла роль Чингачгука в екранізації роману Фенімора Купера «Останній з могікан». Також він є автором автобіографічної книги «Де бояться ступати білі люди» («Where White Men Fear To Tread») і двох записаних ним аудіоальбомів в стилі «індіанський реп». Восени 2008 року Рассел Мінс в черговий раз претендував на посаду президента племені Оглала, проте 4 листопада 2008 року виборах отримав 45 % голосів, програвши своєму конкуренту Терезі Два Бика (Theresa Two Bulls), яка набрала 55 % голосів. Слід також мати на увазі, що право голосу в резервації Пайн-Рідж мають тільки безпосередньо ті, що проживають там — члени племені, у той час, як прихильники та потенційні виборці Мінса з числа оглала проживають в багатьох штатах за межами резервації й не можуть брати участь в голосуванні.

## Розкол
На початку 2008 року серед активістів Республіки Лакота в результаті «особистих розбіжностей» стався розкол, в результаті якого Чанупа Глуха Мані (Canupa Gluha Mani), активний учасник проголошення незалежності, організував альтернативну спільноту — «Лакота Ояте» («Нація Лакота»).

## Реакція на проголошення
Акція оголошення незалежності Республіки Лакота отримала широкий резонанс насамперед в антиамериканських засобах масової інформації по всьому світу, у тому числі — головних російських телеканалах і друкованих виданнях. Жоден уряд, в тому числі й серед невизнаних держав, не прореагував на проголошення Республіки Лакота.
Проте, Рассел Мінс в інтерв'ю, яке він дав у лютому 2008 року, стверджував, що «у світі реакція фантастична, і з кожним днем вона шириться … Безліч людей підтримують і вітають нас»

## Нинішній статус
Республіка замислюється Мінсом за принципом союзу громад, які об'єднані на основі консенсусу між ними. Кожна громада в такому проєкті буде володіти своїми загонами правопорядку, суддями та радою виборних.
Республіка Лакота від чисто віртуального проєкту поступово переростає в якусь практичну реальність: на території резервації Пайн-Рідж поблизу ранчо Рассела Мінса завершується будівництво школи «Повного Занурення» (її директором стала дружина Мінса — Перл), в якій будуть використані новітні освітні стандарти в навчанні дітей лакота їх рідної мови та культури, здійснюється експеримент з використання вітряних турбін для отримання дешевої електроенергії, щоб в майбутньому не залежати від американських енергетичних корпорацій, планується масштабне спорудження опалювальних теплиць, що дозволяють отримувати сільськогосподарську продукцію в тому числі й у зимовий період (такі теплиці з успіхом використовуються в умовах Крайньої Півночі на Алясці), з лікарів-добровольців сформована виїзна бригада швидкої медичної допомоги при клініці в Поркьюпайн.
Більше того, у 2008 році плем'я Лакота затвердило свій власний банк і випустило свою першу національну монету.
Крім цього добровольці з Республіки Лакота періодично беруть участь у проведенні різного роду політичних акцій, спрямованих на підтримку боротьби індіанців за свої права, будь то події навколо будівництва свиноферми на землі Янктон-лакота білими свинарями з Айови, боротьба проти розробки уранового рудника на землях племені Мохок в Тіендінага (Канада) і за випровадження збройної поліції з резервації Мохок Акуесасне, проведення Національного Дня рибного лову або протидія блюзнірській висадці американських гвинтокрилів зі складу авіадивізії «Сьома кавалерія» на священному для лакота братському похованні жертв різанини в Вундед-Ні в 1890 році.
Офіційний сайт Республіки Лакота містить масу інформації не тільки про стан справ в самій Республіці Лакота, але і в цілому про боротьбу корінних народів за свої права. Примітно, що серед прихильників незалежності досить велика кількість не стільки самих індіанців, скільки білих американців, багато з яких навіть добровільно переїжджають на постійне місце проживання на території штатів в передбачуваних межах невизнаної республіки, щоб особистою участю підтримати цей рух за незалежність від США. Своєю чергою, таке активне втручання білих («interlopers») в справи Лакота, часом відштовхує від проєкту Мінса самих корінних американців, включаючи навіть колишніх палких прихильників проголошення Республіки Лакота.